# Герб Новопавлівки (Врадіївська селищна громада)
Герб Новопавлівки — символ села Новопавлівка, Первомайського району Миколаївської області. Затверджений 29 липня 2005 року рішенням сесії сільської ради. 
Автор проєкту — А. Гречило.

## Опис
У срібному полі синя чаша, з якої б'ють сині струмені води, у відділеній січенням у дубові листя зеленій главі — золотий рівносторонній хрест.

## Зміст
Синя чаша та струмені води символізують місцеві артезіанські колодязі та багаті джерела. Зелений колір і поділ щита вказують на Новопавлівське лісництво та навколишні ліси. Хрест означає розташування у селі одного із найстаріших у районі храмів.